# Prêt à tout (film)
Pour l’article homonyme, voir Prêt à tout.
Ne doit pas être confondu avec Prête à tout ou Prêtes à tout.
Pour plus de détails, voir Fiche technique et Distribution.
Prêt à tout est un film français réalisé par Nicolas Cuche, sorti en 2014.

## Synopsis
À 30 ans, Max a fait fortune sur internet avec ses deux potes et profite de la vie au soleil. Mais il se lasse de cette existence et ne cesse de penser à son amour de fac, Alice, une fille pétillante, engagée, pleine d'idéaux… qui ne s’est jamais intéressée à lui.
Un jour, Max découvre qu'Alice - qui, mère célibataire, a dû arrêter ses études pour s'occuper de son enfant - travaille comme ouvrière dans une usine au bord de la faillite. Pour renouer avec elle, Max rachète l'usine et se fait ensuite passer pour un simple ouvrier. Prêt à tout, il dépense sans compter pour faire le bonheur d'Alice, de son fils Valentin et pour améliorer le sort de tous les ouvriers de l’usine.

## Fiche technique
- Réalisation : Nicolas Cuche
- Scénario : Laurent Turner
- Dialogues : Laurent Turner et Sabrina Amar
- Musique : Christophe La Pinta
- Supervision musicale : My Melody
- Directeur de production : Éric Zaouali
- Photographie : Guillaume Deffontaines
- Ingénieur du son : Marc Engels
- Coordinateur des cascades : Stéphane Boulay
- Production : Éric Jehelmann, Philippe Rousselet
- Sociétés de production : Jerico, Vendôme Productions et Siam Movies
- Pays d'origine :  France
- Genre : comédie romantique
- Dates de sortie
  - Belgique : 8 janvier 2014
  - France : 22 janvier 2014

## Distribution
- Max Boublil : Max Mercier
- Aïssa Maïga : Alice
- Idriss Roberson : Valentin
- Patrick Timsit : Demougin
- Chantal Lauby : Chantal, la mère de Max
- Anne-Élisabeth Blateau : la babysitter
- Naidra Ayadi : Rachida
- Philippe Lefebvre : Bertrand
- Redouanne Harjane : Malik
- Steve Tran : Jim
- Lionnel Astier : Charles, le père de Max
- Stéphane Bissot : Michèle
- Idriss Roberson : Valentin
- Marie-Christine Adam : Irène
- Isabelle Tanakil : Claudia
- Jean-Michel Lahmi : Pierre, le réceptionniste du palace
- Fanny Touron : Véronique
- Cécile Rebboah : Sylvie Émechée
- Joseph Chanet : M. Chang
- François Bureloup : Napoléon
- Alain Zef : le syndic
- Grégoire Bonnet : le banquier de Max
- Julia Levy-Boeken : la blonde en Thaïlande
- Benoît Michel : Antoine
- Joséphine Draï : Sandrine, la coloc
- Frédéric Gorny : Éric, le rendez-vous d'Alice no 1
- Benjamin Bellecour : le rendez-vous d'Alice no 5
- Émilie Gavois-Kahn : l'infirmière
- Olivier Lallart : le rendez-vous d'Alice no 9

## Autour du film
Le film a été tourné à Paris, entre autres à l'Hôtel Fouquet's Barrière, situé dans le 8e arrondissement. Les scènes en Thaïlande ont été tournées à Phuket.

## Box-office
| Pays ou régions | Box-office      | Date d'arrêt du box-office | Nombre de semaines |
| --------------- | --------------- | -------------------------- | ------------------ |
| France          | 412 765 entrées | 17 décembre 2014           | 4 semaines         |
| Paris           | 74 118 entrées  |                            | -                  |